# Port lotniczy Lobatse
Port lotniczy Lobatse – krajowy port lotniczy położony w mieście Lobatse, w Botswanie.